# 帕尔朗
帕尔朗（法語：Parlan，法語發音：[paʁlɑ̃]）是法国康塔尔省的一个市镇，位于该省西南部，属于欧里亚克区。

## 地理
帕尔朗（44°49'45"N, 2°10'21"E）面积24.12 平方千米，位于法国奥弗涅-罗讷-阿尔卑斯大区康塔爾省，该省份为法国中南部省份，位于法國中央高原中心，北起科雷兹省、上盧瓦爾省和多姆山省，西接洛特省和科雷兹省，南至阿韦龙省和洛特省，东临上盧瓦爾省和洛泽尔省。
与帕尔朗接壤的市镇（或旧市镇、城区）包括：凯罗尔、鲁梅古、鲁济耶、圣于连德图尔萨克、圣索里、欧蒙堡、圣伊莱尔、贝索尼。

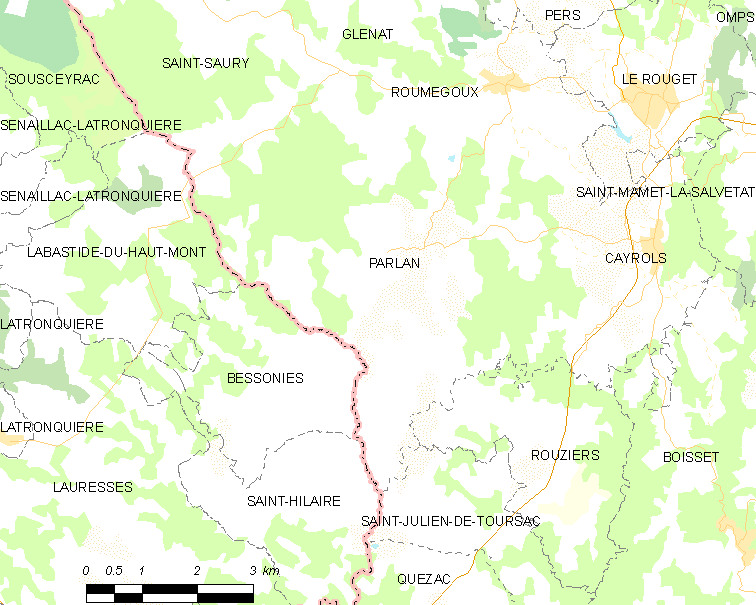
帕尔朗的OSM定位图

帕尔朗的时区为UTC+01:00、UTC+02:00（夏令时）。

## 行政
帕尔朗的邮政编码为15290，INSEE市镇编码为15147。

## 政治
帕尔朗所属的省级选区为圣保罗德朗德县。

## 人口

1962-2008年间帕尔朗人口变化图示

帕尔朗于2022年1月1日时的人口数量为470人。